# Fidan Aliti
Fidan Aliti (n. 3 octombrie 1993) este un fotbalist kosovar albanez care joacă pe postul de fundaș pentru clubul suedez Kalmar și echipa națională din Kosovo.

## Cariera pe echipe

### Primii ani și Luzern
Aliti este un produs al mai multor echipe elvețiene de tineret, cum ar fi Münchenstein, Basel, Concordia Basel și Old Boys. La 9 februarie 2014, el a debutat cu Luzern într-o înfrângere scor 1-2 în deplasare împotriva lui Thun, după ce a fost înlocuit după 77 minute cu Claudio Lustenberger.

### Sheriff Tiraspol
La 3 septembrie 2015, Aliti a jucat pentru echipa Sheriff Tiraspol din Divizia Națională din Moldova. La 13 septembrie 2015, a debutat într-o remiză scor 1-1 cu Dinamo-Auto Tiraspol după ce a intrat în locul lui Mihajlo Cakic.

### Slaven Belupo
La 2 septembrie 2016, Aliti a ajuns la Slaven Belupo din Prima Ligă a Croației, semnând un contract pe doi ani. La 11 septembrie 2016 a debutat într-o înfrângere scor 2-0 împotriva Lokomotivei, fiind titular.

### Skënderbeu Korçë

#### Sezonul 2017-2018
La 31 august 2017, Aliti a semnat cu Skënderbeu Korçë pe trei ani, primind tricoul cu numărul 6 pentru sezonul 2017-2018. El și-a făcut debutul într-o victorie scor 0-8 în prima rundă din Cupa Albaniei 2017-2018 împotriva lui Adriatiku Mamurras, fiind titular. El a jucat primul meci în Superliga Albaniei pe 18 septembrie, după ce a fost numit titular într-o remiză scor 1-1 împotriva lui Kamza.
Aliti a jucat în cele șase meciuri din grupele UEFA Europa League 2017-2018, fiind titular în trei dintre ele și strângând 374 de minute, cu Skënderbeu Korçë fiind eliminată din competiție. La 4 martie 2018, a marcat primul său gol pentru Skënderbeu Korçë într-o victorie scor 4-0 împotriva lui Laçi în etapa cu numărul 23 din sezonul 2017-2018 din Superliga Albaniei.
Aliti a încheiat primul sezon jucând 30 de meciuri în campionat și ajutând-o pe Skënderbeu Korçë să câștige titlul pentru a opta oară, el a jucat șapte meciuri în cupa pe care Skënderbeu Korçë a și câștigat-o, realizând dubla pentru prima dată în istorie.

#### Sezonul 2018-2019
La 12 august 2018, Aliti a început cel de-al doilea sezon la echipă, câștigând Supercupa Albaniei din 2018 împotriva lui Laçi și a înscris golul egalizator cu capul în a doua repriză într-o victorie cu 3-2 de pe stadionul Selman Stërmasi.

### Kalmar
La 3 februarie 2019, Aliti a semnat cu echipa Kalmar din Allsvenskan un contract de patru ani.

## Cariera la națională

### Albania
La 20 mai 2014, Aliti a primit o convocare din partea Albaniei pentru meciurile amicale împotriva României, Ungariei și San Marino. La 31 mai 2017, el și-a făcut debutul pentru Albania într-un meci amical împotriva României, după ce a intrat în minutul 79 minute în locul lui Ansi Agolli.

### Kosovo
La 4 noiembrie 2016, Aliti a decis să reprezinte Kosovo la nivel internațional la seniori și este primul jucător care vine din Valea Preševo. La 7 noiembrie 2016, el a primit o convocare din partea Kosovoului pentru un meci de calificare la Campionatul Mondială din 2018 împotriva Turciei. La 11 iunie 2017, Aliti și-a făcut debutul cu Kosovo într-un meci de calificare la Campionatul Mondial din 2018 împotriva Turciei, fiind titular.

## Statistici privind cariera

### Club
La 3 februarie 2019 
| Club             | Sezon         | Campionat                    | Campionat | Campionat | Cupă    | Cupă   | Europa  | Europa | Altele  | Altele | Total   | Total  |
| Club             | Sezon         | Divizie                      | Meciuri   | Goluri    | Meciuri | Goluri | Meciuri | Goluri | Meciuri | Goluri | Meciuri | Goluri |
| ---------------- | ------------- | ---------------------------- | --------- | --------- | ------- | ------ | ------- | ------ | ------- | ------ | ------- | ------ |
| Old Boys         | 2010–2011     | A Doua Ligă Elvețiană        | 7         | 0         | 0       | 0      | —       | —      | —       | —      | 7       | 0      |
| Old Boys         | 2011–2012     | A Doua Ligă Elvețiană        | 21        | 0         | 0       | 0      | —       | —      | —       | —      | 21      | 0      |
| Old Boys         | 2012–2013     | A Treia Ligă Elvețiană       | 27        | 2         | 0       | 0      | —       | —      | —       | —      | 27      | 2      |
| Old Boys         | 2013–2014     | A Treia Ligă Elvețiană       | 0         | 0         | 1       | 0      | —       | —      | —       | —      | 1       | 0      |
| Old Boys         | Total         | Total                        | 55        | 2         | 1       | 0      | —       | —      | —       | —      | 56      | 2      |
| Luzern U21       | 2013–2014     | A Treia Ligă Elvețiană       | 12        | 2         | 0       | 0      | —       | —      | —       | —      | 12      | 2      |
| Luzern U21       | 2014–2015     | A Treia Ligă Elvețiană       | 6         | 0         | 0       | 0      | —       | —      | —       | —      | 6       | 0      |
| Luzern U21       | Total         | Total                        | 18        | 2         | 0       | 0      | —       | —      | —       | —      | 18      | 2      |
| Luzern           | 2013–2014     | Superliga Elvețiană          | 8         | 0         | 0       | 0      | —       | —      | —       | —      | 8       | 0      |
| Luzern           | 2014–2015     | Superliga Elvețiană          | 10        | 0         | 0       | 0      | —       | —      | —       | —      | 10      | 0      |
| Luzern           | Total         | Total                        | 18        | 0         | 0       | 0      | —       | —      | —       | —      | 18      | 0      |
| Sheriff Tiraspol | 2015–2016     | Divizia Națională a Moldovei | 9         | 0         | 0       | 0      | —       | —      | —       | —      | 9       | 0      |
| Sheriff Tiraspol | 2016–2017     | Divizia Națională a Moldovei | 1         | 0         | 0       | 0      | 1       | 0      | —       | —      | 2       | 0      |
| Sheriff Tiraspol | Total         | Total                        | 10        | 0         | 0       | 0      | 1       | 0      | —       | —      | 11      | 0      |
| Slaven Belupo    | 2016–2017     | Prima Ligă Croată            | 22        | 0         | 2       | 0      | —       | —      | —       | —      | 24      | 0      |
| Slaven Belupo    | Total         | Total                        | 22        | 0         | 2       | 0      | —       | —      | —       | —      | 24      | 0      |
| Skënderbeu Korçë | 2017–2018     | Superliga Albaniei           | 30        | 1         | 3       | 0      | 6       | 0      | —       | —      | 39      | 1      |
| Skënderbeu Korçë | 2018–2019     | Superliga Albaniei           | 19        | 0         | 0       | 0      | —       | —      | 1       | 1      | 20      | 1      |
| Skënderbeu Korçë | Total         | Total                        | 49        | 1         | 3       | 0      | 6       | 0      | 1       | 1      | 59      | 2      |
| Kalmar           | 2019          | Allsvenskan                  | 0         | 0         | 0       | 0      | 0       | 0      | 0       | 0      | 0       | 0      |
| Kalmar           | Total         | Total                        | 0         | 0         | 0       | 0      | 0       | 0      | 0       | 0      | 0       | 0      |
| Total carieră    | Total carieră | Total carieră                | 172       | 4         | 6       | 0      | 7       | 0      | 1       | 1      | 186     | 5      |

1. ↑  Include meciuri în competițiile europene precum Liga Campionilor UEFA și Europa League
2. ↑  Meci în Supercupa Albaniei

### Meciuri la națională
Până pe 20 noiembrie 2018
| Echipa națională | An    | Meciuri | Goluri |
| ---------------- | ----- | ------- | ------ |
| Albania          |       |         |        |
| 2014             | 2     | 0       |        |
| Total            | Total | 2       | 0      |
| Kosovo           |       |         |        |
| 2016             | 0     | 0       |        |
| 2017             | 2     | 0       |        |
| 2018             | 9     | 0       |        |
| Total            | Total | 11      | 0      |

## Palmares

### Club
- Divizia Nationala a Moldovei: 2015-2016, 2016-2017
- Cupa Moldovei: 2015-2016
- Supercupa Albaniei: 2017-2018
- Cupa Albaniei: 2017-2018
- Supercupa Albaniei: 2018